# Джефферсон Тауншип (Нью-Джерсі)
Джефферсон Тауншип (англ. Jefferson Township) — селище (англ. township) в США, в окрузі Морріс штату Нью-Джерсі. Населення — 20 538 осіб (2020).

## Демографія
Згідно з переписом 2010 року, у селищі мешкало 21 314 осіб у 7830 домогосподарствах у складі 5794 родин. Було 8597 помешкань
Расовий склад населення:
| - 90,6 % — білих - 4,6 % — азіатів - 1,6 % — чорних або афроамериканців - 0,1 % — корінних американців - 1,5 % — осіб інших рас |

До двох чи більше рас належало 1,6 %. Частка іспаномовних становила 6,5 % від усіх жителів.
За віковим діапазоном населення розподілялося таким чином: 24,6 % — особи молодші 18 років, 64,6 % — особи у віці 18—64 років, 10,8 % — особи у віці 65 років та старші. Медіана віку мешканця становила 40,9 року. На 100 осіб жіночої статі у селищі припадало 100,5 чоловіків;  на 100 жінок у віці від 18 років та старших — 98,3 чоловіків також старших 18 років.
Середній дохід на одне домашнє господарство  становив 106 365 доларів США (медіана — 94 662), а середній дохід на одну сім'ю — 122 115 доларів (медіана — 107 882). Медіана доходів становила 76 924 долари для чоловіків та 51 744 долари для жінок. За межею бідності перебувало 6,8 % осіб, у тому числі 10,2 % дітей у віці до 18 років та 3,5 % осіб у віці 65 років та старших.
Цивільне працевлаштоване населення становило 11 188 осіб. Основні галузі зайнятості: освіта, охорона здоров'я та соціальна допомога — 22,1 %, науковці, спеціалісти, менеджери — 13,3 %, роздрібна торгівля — 11,0 %, виробництво — 9,4 %.